# Emiliano Zapata, Zaragoza
Emiliano Zapata är en ort i Mexiko.   Den ligger i kommunen Zaragoza och delstaten San Luis Potosí, i den centrala delen av landet, 300 km nordväst om huvudstaden Mexico City. Emiliano Zapata ligger 2 022 meter över havet och antalet invånare är 181.
Terrängen runt Emiliano Zapata är platt åt nordväst, men åt sydost är den kuperad. Terrängen runt Emiliano Zapata sluttar västerut. Runt Emiliano Zapata är det ganska glesbefolkat, med 31 invånare per kvadratkilometer. Närmaste större samhälle är Zaragoza, 5,1 km söder om Emiliano Zapata. Omgivningarna runt Emiliano Zapata är i huvudsak ett öppet busklandskap.